# Helena Gąsienica Daniel
Helena Gąsienica Daniel (* 15. April 1934 in Zakopane; † 23. November 2013 ebenda), verheiratete Helena Lewandowska, war eine polnische Skilangläuferin.
Gąsienica Daniel, die für den Wisła Zakopane startete und später mit ihrem Ehemann eine Autowerkstatt betrieb, kam bei den Olympischen Winterspielen 1956 in Cortina d’Ampezzo auf den 24. Platz über 10 km und bei den Olympischen Winterspielen 1960 in Squaw Valley auf den 21. Platz über 10 km sowie zusammen mit Stefania Biegun und Józefa Czerniawska-Pęksa auf den vierten Rang mit der Staffel. Letztmals international startete sie bei den Nordischen Skiweltmeisterschaften 1962 in Zakopane, wo sie jeweils den 25. Platz über 5 km und 10 km errang. Bei polnischen Meisterschaften siegte sie achtmal mit der Staffel (1954–1961) und zweimal über 10 km (1951, 1952). Zudem gewann sie in den Jahren 1955 und 1960 das Staffelrennen in Grindelwald. Ihre Schwester Maria Gąsienica Daniel-Szatkowska war als Alpine Skirennläuferin sowie ihre Brüder Andrzej Gąsienica Daniel und Józef Gąsienica Daniel im nordischen Skisport aktiv.